# Trichopetalum whitei
Trichopetalum whitei är en mångfotingart som först beskrevs av John Adam Ryder 1881.  Trichopetalum whitei ingår i släktet Trichopetalum och familjen Trichopetalidae. Inga underarter finns listade i Catalogue of Life.